# Île Walpole (Nouvelle-Calédonie)
Pour les articles homonymes, voir Walpole.
L'île Walpole est une petite île inhabitée de l'océan Pacifique Sud située à l'est-sud-est de la Nouvelle-Calédonie dont elle dépend. Cette île éloignée n'est rattachée à aucune province ni commune.

## Géographie
Émergeant dans le prolongement naturel de la ride des Loyauté, l'île est située à 201 km à l'est de la pointe sud de Grande Terre. C'est un atoll surélevé d'origine volcanique. Elle a, au cours des derniers cycles de glaciation, été plusieurs fois émergée et submergée, donnant naissance à une calotte corallienne.
L'île est orientée nord-sud, longue de 3,5 km pour une largeur variant de 800 mètres au nord à 660 mètres au sud. Elle forme un « 8 » dont la bande terrestre centrale ne fait que 250 mètres de large. Elle est bordée de falaises, truffées de trous d'érosion, tombant à pic dans la mer sauf sur sa côte orientale, qui s'ouvre sur une petite plaine côtière et au nord-ouest et au sud-ouest avec des platiers recouverts d'éboulis. L'île ne possède pas de ruisseau, mais une expédition récente aurait découvert une source dans une des grottes de l’île.
L'île n'est accessible que par beau temps avec un seul mouillage possible situé à l'ouest. L'accostage se fait par le sud-ouest où se trouvent les ruines de l'ancienne exploitation de guano.

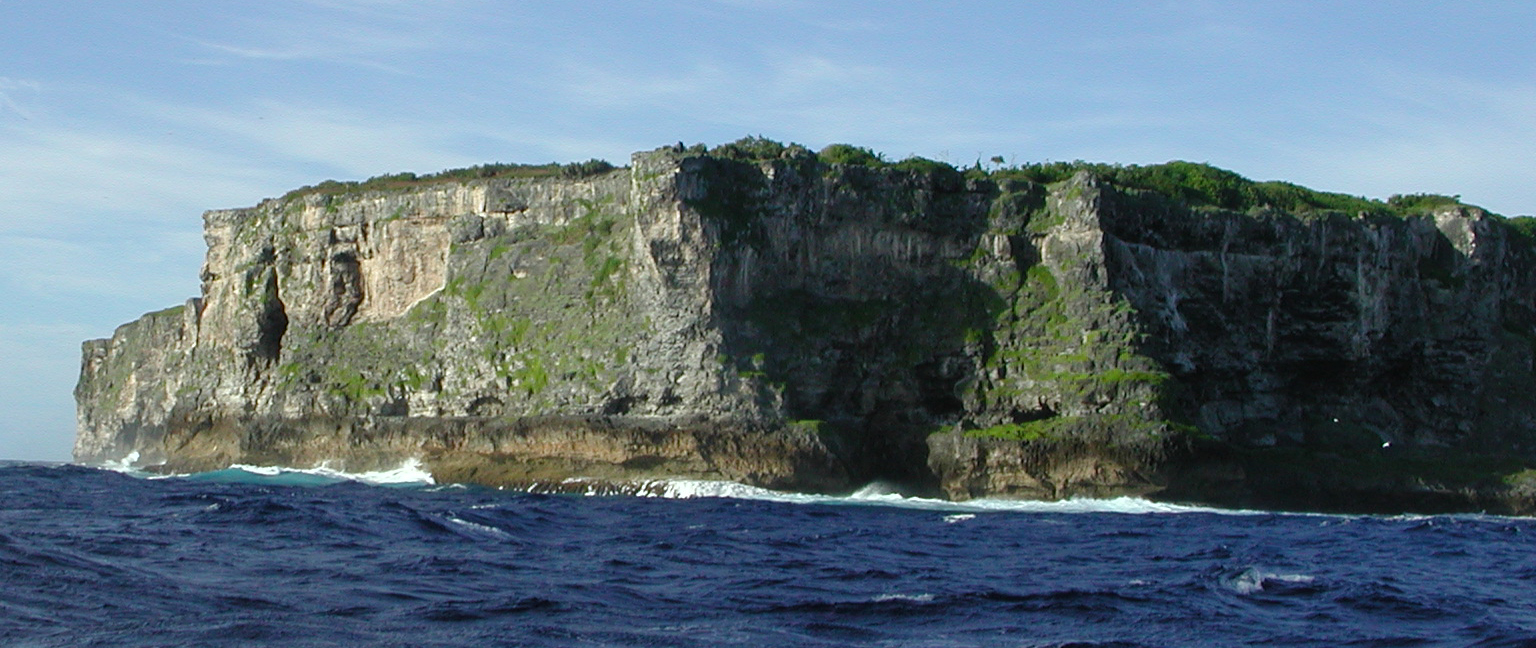
Walpole, côte Est au vent.
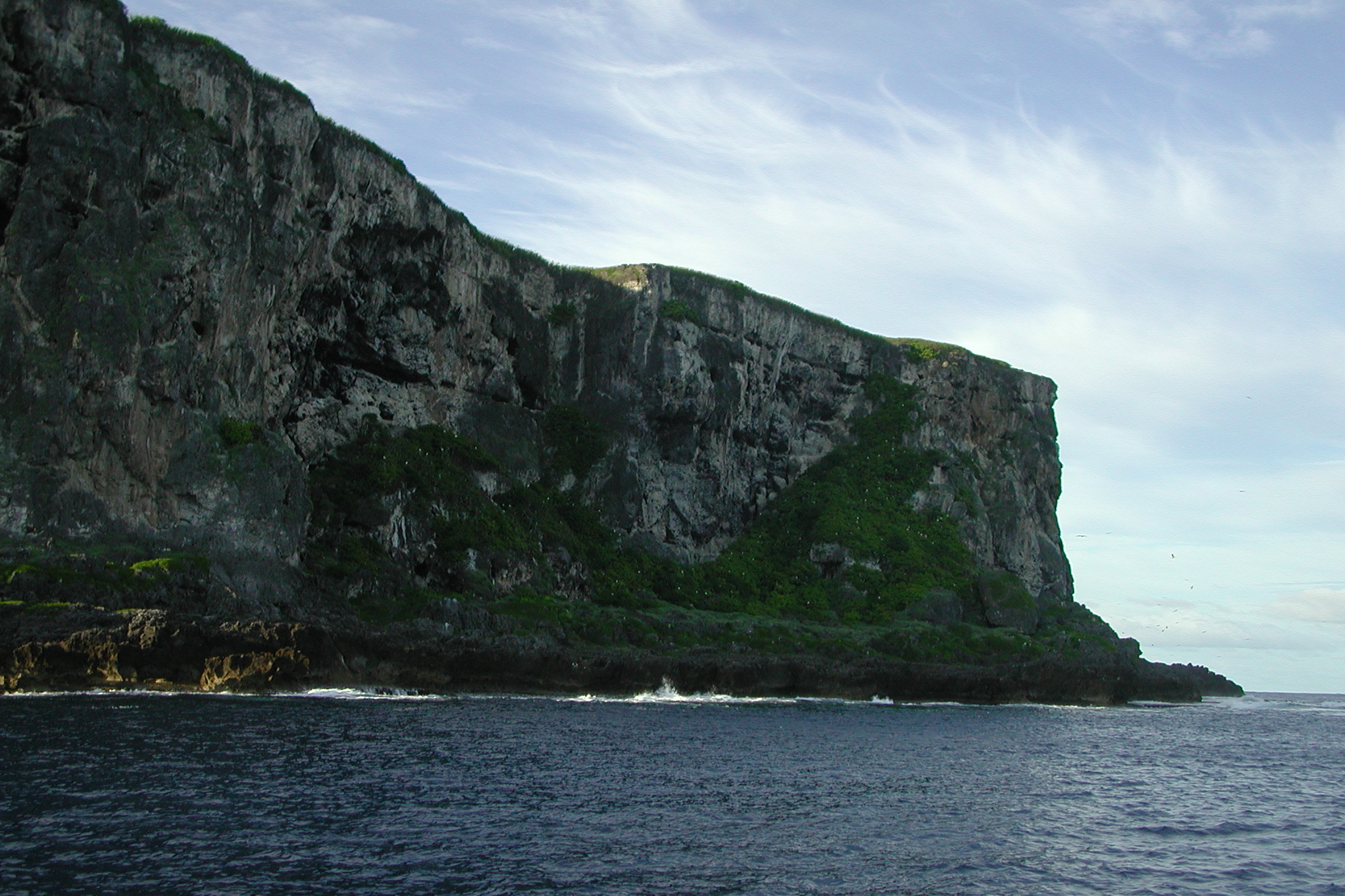
Walpole, côte Ouest sous le vent.
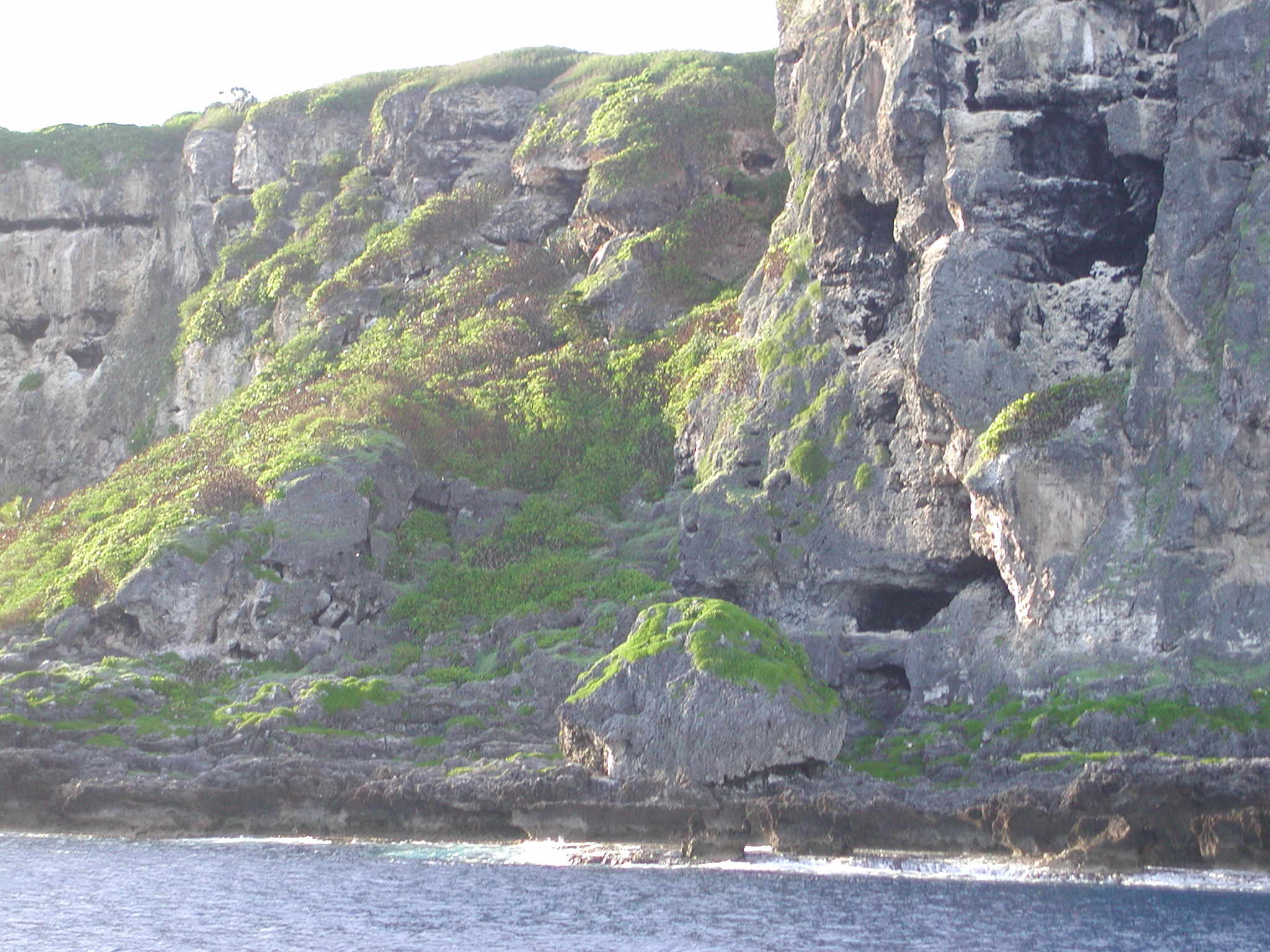
Walpole, côte Ouest, éboulis.
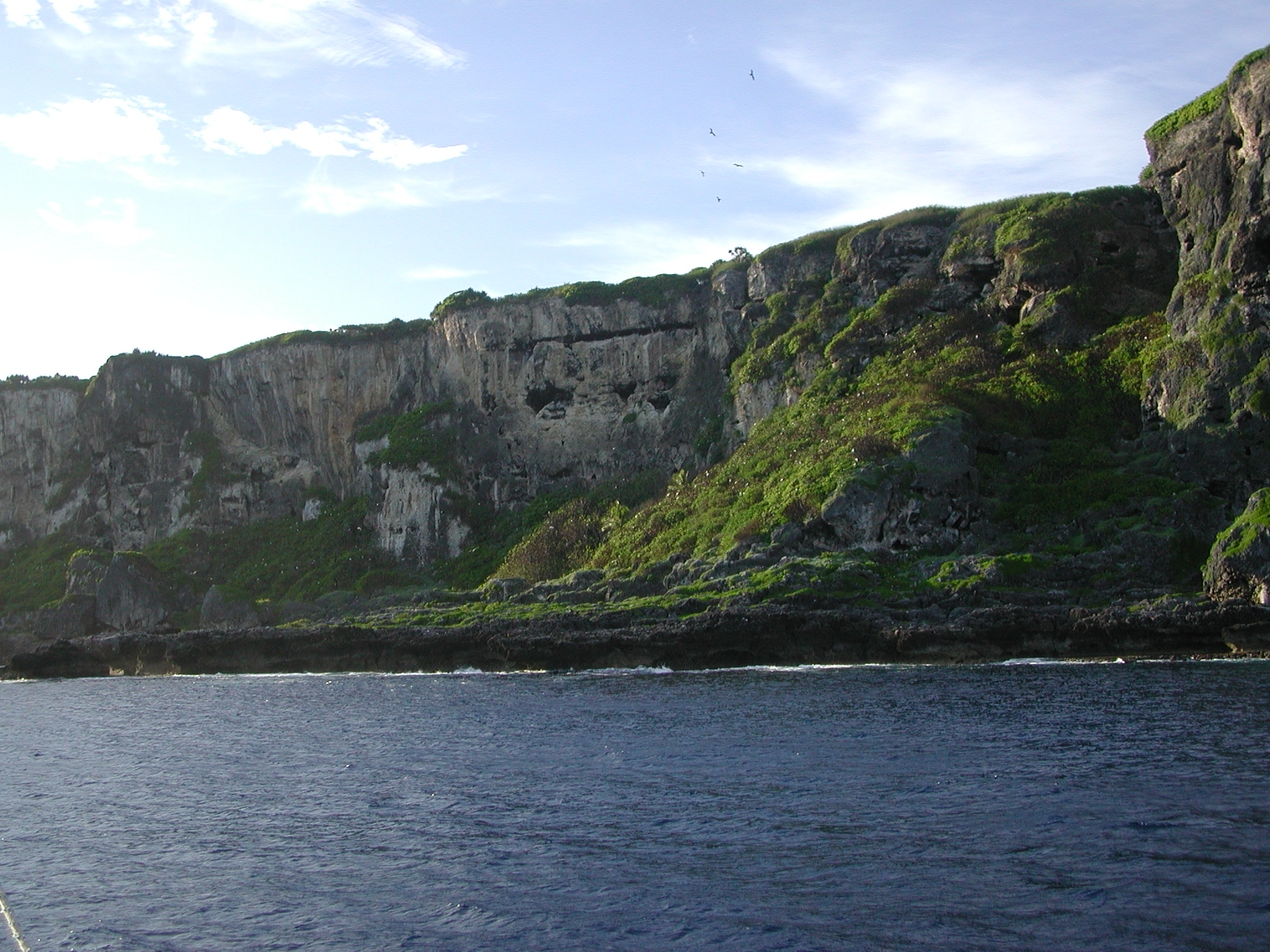
Walpole, côte Ouest sous le vent.

## Histoire
L'île a été découverte en 1794, par le capitaine britannique Butler à bord du navire Walpole dont elle tient son nom.
Aucune trace d'un habitat permanent n'a été retrouvé dans l'île, mais des ossements dans des grottes peuvent laisser penser qu'elle a hébergé des naufragés. Des Kanaks ont pu y vivre avant 1500. Des Tongiens y ont séjourné avant de rejoindre les îles Loyauté, vers 1820.
De 1910 à 1936, une exploitation du guano y a été installée, comprenant plus d'une centaine d'hommes, principalement de Lifou.
Durant la Seconde Guerre mondiale, il s'agit d'un poste de surveillance avancé des Forces navales françaises libres (FNFL), considéré « à risques », car situé dans des eaux fréquentées régulièrement par des sous-marins de la Marine impériale japonaise. Les 29 et 31 décembre 1941 l'aviso Chevreuil, commandé par l'enseigne de vaisseau Fourlinnie, fait un passage rapide sur l'île. Il y retourne le 5 janvier 1942 pour ravitailler le poste de guet. Le 7 mai le Chevreuil mouille de nouveau aux abords de l'île pour y débarquer quatre notables de Nouméa. 
En mai 1942, un message en morse du garde de l'île destiné au poste central de Nouméa indique : « Sous-marin japonais a fait surface devant Walpole - a lancé son hydravion et inspecte l’île. » Walpole sert également pendant le conflit et durant quelques années encore après 1945 de lieu de détention pour les principaux partisans néo-calédoniens du régime de Vichy.
Depuis l'île est inhabitée et seulement visitée par de rares missions scientifiques. Les Forces armées françaises y entretiennent un dépôt de carburant pour les missions héliportées.